# Carlos Braide
Antônio Carlos Braide (Teresina, 27 de maio de 1944) é um economista e político brasileiro. Foi secretário de estado do Maranhão (1983–1986) e deputado estadual.
Em 1986, foi eleito deputado estadual e reeleito outras cinco vezes. Foi presidente da Assembleia Legislativa do Maranhão entre 1991 e 1993.

## Vida pessoal
De origem libanesa, Carlos Braide é viúvo de Antonia Braide, com quem teve o prefeito de São Luís Eduardo Braide e o deputado Fernando Braide.